# Parlement van Engeland

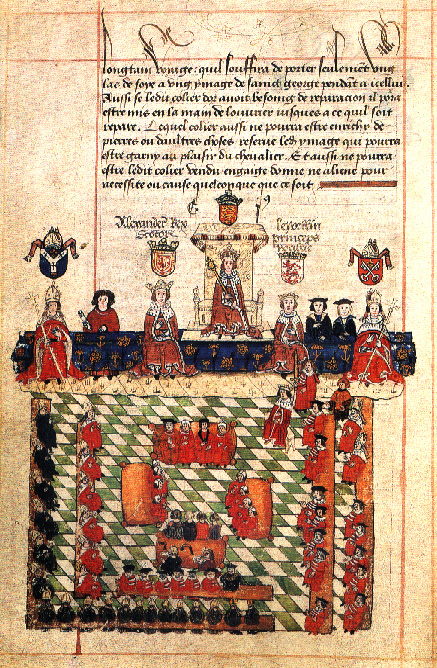
Het Engelse parlement voor de koning omstreeks 1300.

Het parlement van Engeland was een wetgevend lichaam van het Koninkrijk Engeland. De oorsprong van het Engelse parlement gaat terug tot het Angelsaksische Witenagemot. In 1066 introduceerde Willem de Veroveraar het feodale systeem waarbij hij advies zocht bij een raad van hoofdleenmannen en geestelijken vooraleer hij wetten maakte. In 1215 konden de hoofdleenmannen zekerheid bieden met de Magna Carta ten aanzien van Jan zonder Land waardoor de koning geen enkele belasting mocht heffen of innen (met uitzondering van de feodale belastingen die ze tot dan toe moesten betalen). Dit gebeurde met de toestemming van de koninklijke raad die langzamerhand een parlementaire rol aannam.  
Over de eeuwen heen perkte het Engelse parlement de macht van de Engelse monarchie sterk in. Dit telde mee als factor die uiteindelijk tot de Engelse Burgeroorlog leidde, alsook de terechtzitting en executie van Karel I van Engeland in 1649. Na de restauratie van de monarchie onder Karel II van Engeland was de superioriteit van het parlement een gevestigd principe. De rol van alle toekomstige Engelse en later Britse heersers werden beperkt tot die van een constitutionele monarch met beperkt uitvoerend gezag. De Acts of Union van 1707 zorgden voor de samenvoeging van het Engelse parlement met het parlement van Schotland ter vorming van het parlement van Groot-Brittannië. Op het moment dat het parlement van Ierland werd opgedoekt in 1801, werden de voormalige leden van dat parlement samengevoegd met wat vandaag het parlement van het Verenigd Koninkrijk uitmaakt. Dat maakt dat het huidige parlement van het Verenigd Koninkrijk een van de oudste wetgevende lichamen is in de wereld. Door de geschiedenis en de invloed van het Britse Rijk kwam het Britse parlement model te staan voor vele andere nationale wetgevende instanties. Dat model staat ook wel bekend als het Westminstermodel, omdat het Britse parlement gelegen is in de City of Westminster in Groot-Londen.